# Meromyza elbergi
Meromyza elbergi är en tvåvingeart som beskrevs av Lidia Ivanovna Fedoseeva 1979. Meromyza elbergi ingår i släktet Meromyza och familjen fritflugor.
Artens utbredningsområde är Estland. Arten är reproducerande i Sverige. Inga underarter finns listade i Catalogue of Life.